# Tiskre, Tallinn

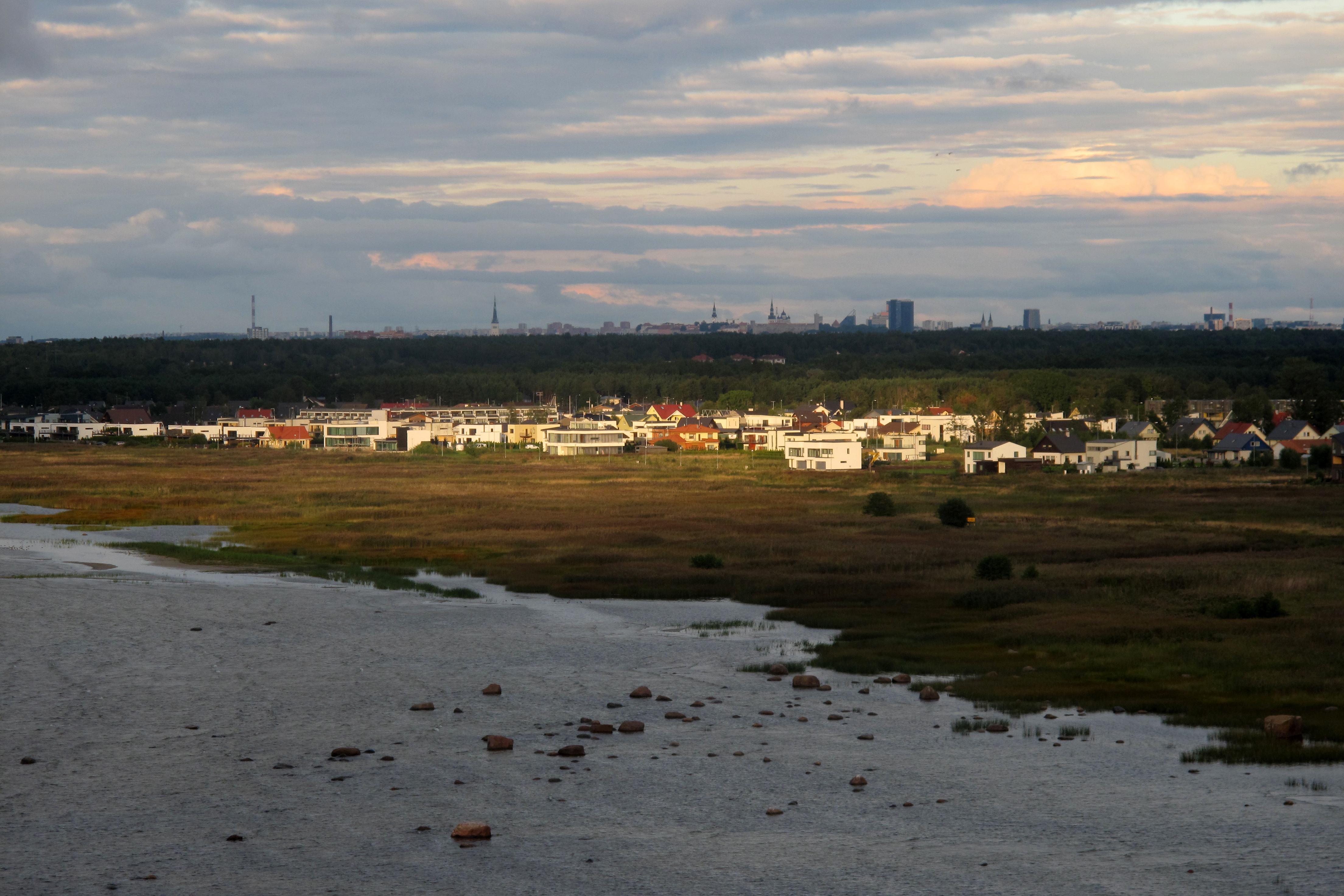
Tiskre sett från Tabasalu. I bakgrunden centrala Tallinn.

Tiskre är en stadsdel i Estlands huvudstad Tallinn, belägen i stadens västligaste utkant i Haaberstidistriktet, vid Kakumäebukten. Befolkningen uppgick till 1 940 invånare i januari 2017, på en yta av 1,39 kvadratkilometer.

## Historia
Namnet på platsen är belagt sedan 1500-talet. Den omnämns 1522 som Tiszkeranne och 1531 Diskerkulle. Byn Tiskre införlivades med Tallinns stad 1975 efter att tidigare ha hört till Harku kommun. Under 2000-talet har området bebyggts med enfamiljshus och utvecklats till en ekonomiskt välbeställd villaförort till Tallinn.